# گویلام-ماری-آن برونه
گویلام-ماری-آن برونه (انگلیسی: Guillaume Brune)، کنت، فرمانده، مارشال و سیاستمدار فرانسوی بود. وی که یکی از دوستام ژرژ دانتون بود در دوران انقلاب به عنوان فرمانده عازم میدان جنگ شد و در زمان زمامداری ناپلئون به مقام مارشال رسید.
او پس از شکست ناپلئون در جنگ واترلو، از بیم انتقام سلطنت‌طلبان تسلیم انگلیسی‌ها شد و از آن‌ها درخواست نمود تا او را با کشتی به ایتالیا بفرستند. درخواستی که از سوی انگلیسی‌ها بطور بی‌ادبانه‌ای رد شد. مارشال با وعدهامنیت از سوی سلطنت‌طلبان خود را به همراه دو همراه از راه زمینی به پاریس رسانید. در پاریس گروهی از اوباش سلطنت‌طلب خشمگین با ادعای دروغ اینکه مارشال سر شاهزاده‌ای را بر نیزه کرده و در شهر گردانیده دنبال شد و سر‌انجام در هتل‌اش به قتل رسید.